# Dinge (Kreis Preußisch Eylau)
Dinge war der Name eines Ortes in Ostpreußen. Seine Ortsstelle befindet sich heute im Gebiet des Munizipalkreises Rajon Bagrationowsk (Stadtkreis Preußisch Eylau) in der Oblast Kaliningrad (Gebiet Königsberg (Preußen)) der Russischen Föderation.

## Geographische Lage
Die Ortsstelle von Dinge liegt im Südwesten der Oblast Kaliningrad, 15 Kilometer nordwestlich der früheren Kreis- und heutigen Rajonshauptstadt Bagrationowsk (Preußisch Eylau).

## Geschichte
1825 ist das Gründungsjahr von Dinge (vor 1905 Dingwalde genannt), einer zum Staatsforst Preußisch Eylau gehörenden Försterei mit Waldarbeiter-Gehöft. Von 1933 bis 1943 war Dinge Sitz einer Oberförsterei.
Als Teil des Gutsbezirks Preußisch Eylau, Forst wurde das damalige  Dingwalde 1874 in den Amtsbezirk Moritten im ostpreußischen Kreis Preußisch Eylau aufgenommen. Am 30. September 1928 kam der inzwischen „Dinge“ genannte Forstort – im Rahmen des Zusammenschlusses der Landgemeinden Dingort (russisch Welikopolje) und Moritten sowie des Gutsbezirks Moritten – zur neuen Landgemeinde Moritten (Oktjabrskoje).
In Kriegsfolge wurde 1945 das gesamte nördliche Ostpreußen an die Sowjetunion überstellt. Danach verliert sich die Spur der Försterei Dinge, wohl weil der Ort auch nicht mehr besiedelt wurde. Der Forstort, für den eine russische Bezeichnung nicht bekannt ist, gilt heute als untergegangen. Seine Ortsstelle liegt im Bereich des Munizipalkreises Rajon Bagrationowsk (Stadtkreis Preußisch Eylau) in der russischen Oblast Kaliningrad (Gebiet Königsberg (Preußen)).

## Religion
Bis 1945 war Dingwalde bzw. Dinge in das Kirchspiel der evangelischen Kirche Kreuzburg (russisch Slawskoje) in der Kirchenprovinz Ostpreußen der Kirche der Altpreußischen Union, außerdem in die römisch-katholische Pfarrei der Stadt Preußisch Eylau (Bagrationowsk) im damaligen Bistum Ermland eingegliedert.

## Verkehr
Die nicht mehr erkennbare Ortsstelle von Dinge ist von der Kommunalstraße 27K-116 über Kamenka (Krücken) zu erreichen.